# Geevarghese Mar Osthathios
Geevarghese Mar Osthathios (Eustacjusz, ur. 9 grudnia 1918 w Cherukole, zm. 16 lutego 2012) – duchowny Malankarskiego Kościoła Ortodoksyjnego, w latach 1976-2007 biskup Niranam.

## Życiorys
W 1948 został wyświęcony na diakona. Święcenia kapłańskie przyjął w 1956. Sakrę biskupią otrzymał 16 lutego 1975 roku z rąk katolikosa Bazylego Eugeniusza I. Był zaangażowany w działalność dobroczynną. Napisał 59 książek, był także poetą. Zmarł 16 lutego 2012.